# Никитовка (Спасский район)
В Приморье в Пожарском районе тоже есть село Никитовка.
Ники́товка — село в Спасском районе Приморского края, входит в состав Духовского сельского поселения.

## География
Село Никитовка находится к северо-востоку от города Спасск-Дальний, расстояние до которого (на юг по автотрассе «Уссури») около 58 км.
Дорога к селу Никитовка идёт на восток от автотрассы «Уссури», расстояние до трассы около 12 км.
Расстояние до административного центра сельского поселения села Духовское около 18 км. Перекрёсток к селу Духовское находится южнее перекрёстка на Никитовку (трасса «Уссури»).
Севернее села Никитовка проходит административная граница между Спасским и Кировским районами Приморского края, на трассе «Уссури» находится село Руновка Кировского района.

## Население
| 1915 | 1926 | 1959 | 1970 | 1979 | 2002 | 2003 |
| ---- | ---- | ---- | ---- | ---- | ---- | ---- |
| 643  | ↘468 | ↘200 | ↘100 | ↘34  | ↗37  | ↘23  |
| 2010 |      |      |      |      |      |      |
| ↘10  |      |      |      |      |      |      |

## Улицы
- ул. Зелёная,
- ул. Прибрежная,
- ул. Приозёрная,

## Экономика
Сельскохозяйственные предприятия Спасского района.